# Katya (Name)
Katya ist als englisch transkribierte Form von Katja (russisch Катя) oder Katia eine Koseform des russischen Vornamens Jekaterina; zu Herkunft und Bedeutung siehe Katharina.

## Bekannte Namensträgerinnen
- Katya Gibel Mevorach (* 1952), US-amerikanisch-israelische Anthropologin
- Katya Meyers (* 1980), amerikanische Triathletin
- Katya Sander (* 1970), dänische Künstlerin und Hochschullehrerin
- Katya Soldak (* 1977), ukrainisch-US-amerikanische Journalistin und Filmemacherin (Doku Das Ukraine-Dilemma, 2020).
- Katya Virshilas (* 1983), litauisch-israelisch-kanadische Tänzerin und Schauspielerin
- Katya Wyeth (* 1948), amerikanische Schauspielerin